# Integraler Yoga
Der Integrale Yoga nach Aurobindo Ghose (gen. Aurobindo bzw. Sri Aurobindo, 1872–1950) ist ein Yoga-Weg, der die spirituelle Philosophie indischer Yogis in die Praxis umsetzt. Aurobindo hat ihn zu Beginn des 20. Jhs. entwickelt und in Form von fortlaufenden Abhandlungen in der Zeitschrift Ārya veröffentlicht, die er während der Jahre 1914–1921 herausgab. Der Integrale Yoga nach Aurobindo muss unterschieden werden von dem gleichnamigen Yoga des Swami Satchidananda (1914–2002), den dieser in der zweiten Hälfte des 20. Jahrhunderts prägte und vor allem in den USA bekannt machte.

## Begriff
Es handelt sich nicht um eine Form des Yoga mit fest definierten Übungen wie im Hatha Yoga oder im Raja Yoga. Wesentlicher als Asanas ist nach Aurobindo die vollkommene Hingabe, in der der Übende oder Sadhak alle seine Handlungen, Worte und Gedanken dem Göttlichen widmet. Dieser Yoga heißt integral, weil die traditionellen Disziplinen Jnana Yoga, Karma-Yoga und Bhakti Yoga miteinander verknüpft werden, wie Aurobindo es in der Synthese des Yoga beschreibt. Integral sei er aber auch deshalb, weil er die Welt nicht ablehnt oder überwinden will, sondern sie mit dem Göttlichen zu durchdringen sucht.

## Ziel und Weg
Das Ziel des integralen Yoga ist eine schrittweise Vereinigung mit dem Göttlichen und, verbunden damit, dessen wachsende Offenbarung in allen Bereichen des menschlichen Lebens.
"In die Wahrheit und die Macht des Geistes hineinzuwachsen und durch das direkte Handeln jener Macht ein rechtes Strombett zu werden, durch das jener sich selbst ausdrücken kann, ein Leben des Menschen in Gott und ein göttliches Leben des Geistes in der Menschheit, - das ist darum das Prinzip und das ganze Ziel eines integralen Yoga der Selbstvollendung."
Laut Aurobindo genügt es nicht, wenn die Seele aufsteigt und sich mit dem Göttlichen vereint, oder der Geist im Nirwana aufgeht. Ein Aufstieg zum Göttlichen allein kann nicht das Ziel sein; eine Herabkunft des Göttlichen in die Welt muss folgen.
Damit aber die Welt transformiert werden könne, dürfen keine Stufen des Weges übersprungen werden. Nur wer die Stufen der gesamten Leiter gehe, also alle Persönlichkeitsanteile bewusst dem Göttlichen zuwende, könne auch wieder den Weg zurückkehren und das Göttliche in die Welt bringen. Traditionelle Methoden der Yogapraxis können beim Sadhana des integralen Yoga benutzt werden, letztlich kann aber nur das Göttliche selbst die Umwandlung bewirken.
Die dreifache Wandlung ist die psychische Transformation, bei der alles durch das seelische Wesen in Verbindung mit Gott steht, die spirituelle Transformation, in der alles durch das kosmische Bewusstsein in Gott versenkt wird, und schließlich die supramentale Transformation, in der alles im göttlichen gnostischen Bewusstsein supramentalisiert wird. Nur mit letzterer könne die vollständige Transformation von Körper, Leben und Geist beginnen.
Die dreifache Anstrengung des Menschen, welche diese Wandlung einleitet und unterstützt, ist Streben nach dem Göttlichen ohne Vorbedingungen, Zurückweisung von Ideen, Vorlieben und Stolz sowie Hingabe an das Göttliche, die ohne Bedingungen und ohne persönliches Gewinnstreben geschehen muss. Letztlich kann nur das Göttliche selbst diese Umwandlung bewirken, was ein Zurücktreten des Individuums voraussetzt.

## Wesensteile des Menschen
Dazu müssen alle Wesensteile des Menschen umgewandelt und von der göttlichen Shakti durchdrungen werden. Bei den Wesensteilen wird ein äußerer und ein innerer Bereich unterschieden:
Physis
Äußere Physis
Innere wahre Physis (Annamaya Purusha), die ursprüngliche evolutionäre Kraft
Vitale Ebene
Äußeres Vital, Lebenskraft
Inneres, wahres Vital (Pranamya Purusha)
Mentale Ebene,
Äußeres Mental
Inneres, wahres Mental (Manomaya Purusha)
- höhere mentale Ebenen: siehe Tabelle

Über und hinter diesen Ebenen soll nach Aurobindo das "Zentrale Wesen" stehen:
Zentrales Wesen (Antaratman)
Über diesen drei Ebenen stehend wird es als Jivatman (ewiges Selbst) bezeichnet.
Hinter Mental, Leben und Körper stehend, wird es von Aurobindo als "Psychisches oder Seelisches Wesen (engl.: psychic being)" bezeichnet.
Während sich mentale, vitale und physische Impulse in ihren äußeren Aspekten vermischen, sind sie laut Aurobindo in ihren inneren, wahren Aspekten getrennt. Diese Trennung zu vollziehen hat der integrale Yoga mit dem klassischen Yoga gemeinsam. Inneres, wahres Mental, Vital und Physis stehen nach Aurobindo in direkter Verbindung mit dem Inneren Wesen (Antaratman) und werden manchmal mit ihm verwechselt. Das zentrale Wesen, der Jivatman, gilt als erhaben über Geburt und Tod. Er soll das ewige, wahre Wesen des Individuums sein.

## Bewusstseinsebenen
In Aurobindos Stufenmodell gibt es unterhalb des Supramentals noch verschiedene geistige Ebenen:
- Das normale Mental: das ist die Ausgangsbasis, die Denkfabrik des Menschen. Der Mensch muss den andauernden Fluss von Gedanken und Assoziationen, das mentale Gefängnis, verlassen, um zu höheren geistigen Ebenen aufzusteigen.
- Das höhere Mental: dies ist der Geist der Philosophen und Denker. Hier findet man abstraktes, höheres Denken, ein Denken das jedoch noch in Fragmente geteilt ist. Nur gelegentlich findet man hier blitzartige höhere Einsichten.
- Das erleuchtete Mental: nimmt das höhere Mental Ruhe und Stille an, so führt das zu wachsender geistiger Klarheit. Die nur gelegentlichen Einsichten werden zu einem steten Strom des Lichts, der sich zur Flut auswächst, zu einer leuchtenden Invasion. Dies kann sich auf verschiedene Weise äußern, in der künstlerischen Kreativität eines Dichters oder Musikers, den Erkenntnissen eines Wissenschaftlers, oder aber einfach in religiöser Erkenntnis und Hingabe. Aurobindo selbst war ein Dichter (sein größtes Werk war Savitri), und er förderte Dichtung und Kunst unter seinen Schülern.
- Das intuitive Mental: hier kommt die Klarheit und Erkenntnis direkt aus der Stille, direkt, blitzartig, und ohne die mentale Übersetzung, die noch im erleuchteten Mental eine Rolle spielt. Es ist kein Strom mehr, der von außen kommt, oben und unten verschmelzen zu einer Einheit. Der Sucher versucht weniger seine Erkenntnisse poetisch auszudrücken, sondern bewahrt die Stille und innere Klarheit.
- Das Übermental (Overmind): hier ist das Bewusstsein eine Masse stabilen Lichts, die zu einer ungebrochenen universalen Vision führt; das Bewusstsein sieht hier nicht Punkt für Punkt, mit einem einzigen Blick sieht man eine große Weite von Zeit und Raum. Er ist voll von Lichtern und Kräften. Er entbindet Millionen von Gottheiten, jede mit der Kraft eine eigene Welt zu kreieren. Doch von hier beginnt auch die Trennung verschiedener Wahrheitsaspekte. Das Übermental wirkt und erschließt sich spontan. Es hat teilweise supramentalen Charakter und führt zu diesem hin.

- Das Supramental (Supermind): die supramentale Sicht ist eine globale Vision. Während das Übermental alle Aspekte fragmentierter Sichtweisen des Geistes zu einem einzigen Strahl bündelt, endet dieser Strahl doch in nur einem Punkt und man sieht alles unter diesem einen Aspekt; er ist universell und einheitlich, weil er andere Blickwinkel ausklammert oder einfach angliedert. Das Supramental hingegen sieht alles in einer einzigen Vision, die alle Strahlen ohne Widersprüchlichkeit verbindet und gleichzeitig den Blickwinkel jeder einzelnen Sache sieht - eine abgerundete Vision, die nicht in einem zentralen Punkt endet, sondern in einer Myriade von Punkten: ein einziger unzähliger Blick.. (Savitri) Es stellt die dynamische Form von Sat-Chit-Ananda dar und soll das Göttliche auf neue Art mit seiner Schöpfung verbinden.

## Chakren oder Zentren
Die zentralen Begriffe in Aurobindos yogischer Psychologie lassen sich zum traditionellen Chakra-System des Tantra in Beziehung setzen. Aurobindos Yoga unterscheidet sich jedoch dadurch, dass sein Weg – etwas verallgemeinert – von oben nach unten die Chakren langsam entwickelt, und nicht von unten nach oben, wie im klassischen Kundalini-Yoga. Die göttliche Kraft steigt durch das Lid im Sahasrara herab und verwandelt dann das Gefäß, den menschlichen Körper, der wie im Tantra ein Abbild der kosmischen Kräfte ist. Weitere Aspekte sind das Verschwinden des Egos, das Wachsen des Psychischen Wesens und die Überantwortung der Person an das göttliche Wirken.
| Chakren und Begriffe in Aurobindos Yoga | Chakren und Begriffe in Aurobindos Yoga                                                                     | Chakren und Begriffe in Aurobindos Yoga                                                                     |
| Chakra-name                             | Zuordnung zu Aurobindos Terminologie                                                                        | Höhere Aspekte                                                                                              |
| --------------------------------------- | --- | --- |
| Sahasrara - Tausendblättriger Lotus     | Höheres Mental, erleuchtetes Mental                                                                         | Öffnet hin zum intuitiven Mental und dem Übermental (Overmind), die über dem Kopf liegen                    |
| Ajna - Stirn Zentrum                    | Dynamisches Mental, Wille und Vision                                                                        | Inneres, wahres Mental                                                                                      |
| Vishudda - Hals Zentrum                 | dient dem Ausdruck und der nach außen gerichteten Bewegung                                                  | dient dem Ausdruck und der nach außen gerichteten Bewegung                                                  |
| Hridaya - Herz Zentrum                  | Ego, Wunschseele, emotionales Wesen                                                                         | Seele, in Verbindung mit den Zentren als Psychisches Wesen bezeichnet                                       |
| Manipura - Nabel Zentrum                | Größeres Vital, Wünsche, Leidenschaften                                                                     | Inneres, wahres Vital                                                                                       |
| Svadhishtana - unteres Nabelzentrum     | Sinnliches Vitalzentrum - regiert kleine vitale Bewegungen, Gier, Lust, kleine Wünsche, und Sinneseindrücke | Sinnliches Vitalzentrum - regiert kleine vitale Bewegungen, Gier, Lust, kleine Wünsche, und Sinneseindrücke |
| Muladhara - Basis Zentrum               | Regiert das Physische bis hinab zum Unterbewussten                                                          | Innere, wahre Physis                                                                                        |

## Die Psychische Transformation
Nach Aurobindo steht die Seele (das Psychische Wesen) hinter der Persönlichkeit des Menschen. Sie ist der Träger von Körper, Leben und Mental. Bei „normalen“ Menschen duldet sie deren Entscheidungen und greift nur selten ein.
Das Psychische Wesen hat aber in sich die Fähigkeit, die Natur einer Person umzuformen und dort, wo zuvor Dunkelheit war, Helligkeit und Klarheit zu bringen, wo zuvor Verwirrung war, Einsicht und Verstehen zu bringen, wo zuvor Falschheit war, Wahrheit und Recht zu bringen. Das Psychische Wesen vermag sogar den Körper vor Krankheiten und Gefahren zu schützen.
Das Psychische beeinflusst das Bewusstsein vom Hintergrund her, aber man muss aus dem gewöhnlichen Bewusstsein heraus in das innerste Wesen hineintreten, um es zu finden, und man muss es zum Herrscher über das Bewusstsein machen, der es sein muss. Das zu tun ist, ist eines der Hauptziele des Yoga.
Es ist deshalb die Aufgabe des Sadhaks, die Kräfte des Körpers, des Vitalen und Mentalen unter den seelischen Einfluss zu bringen und nach und nach sich immer mehr dem Psychischen Wesen zu überantworten. Das Psychische Wesen kennt den Weg zum Göttlichen, vernimmt dessen Ruf und vermag Verstand, Herz und Körper zu ihm hinzuführen. Dies muss in einem ständigen Prozess geschehen, bis der Kontakt zum Göttlichen stabil ist und die Spirituelle Transformation beginnt.

## Die Spirituelle Transformation
Wenn der Mensch den Verschluss des Verstandes erst einmal durchbrochen hat, schaut er die Unendlichkeit über sich, verspürt eine ewige Gegenwart, eine Unendlichkeit von Bewusstsein und Seligkeit, ein grenzenloses Licht, ein grenzenloses Selbst, eine ewige Göttlichkeit. Wenn er von diesem Aufstieg zurückkehrt, ist er sich dessen bewusst; doch es fehlt eine bewusst erkennende Unterscheidung und eine klare Fassung der Erfahrung. Das liegt nach Aurobindo daran, dass diese Erfahrungen für den menschlichen Verstand überbewusst sind und erst eine Folge von Erfahrungen dem menschlichen Geist ermöglichen in dem was zuvor überbewusst war, bewusst zu werden. Dann beginnt eine Erfahrung und Erkenntnis der höheren Ebenen des Seins.
Für die volle spirituelle Transformation ist ein ständiger Aufstieg vom niederen in das höhere Bewusstsein notwendig und eine wirksame, ständige Herabkunft des höheren in die niedere Natur. Keine Grenze kann dieser Revolution gesetzt werden, denn ihrer Natur nach ist sie die Invasion des Unendlichen.

## Die Supramentale Transformation
Aurobindo stellt aber auch fest, dass der menschliche Geist das Unendliche reflektieren kann, in demselben aufgehen kann, seine Weisungen entgegennehmen und sie auf seine eigene Weise ausführen kann; aber er kann nicht selbst das direkte und vollkommene Instrument des unendlichen Geistes sein. Hierzu bedarf es eines Bewusstseins, das sich oberhalb des mentalen, menschlichen Bewusstseins befindet. Aurobindo nennt dies das supramentale Bewusstsein. Und stellt fest, dass sich die Evolution auf dieses supramentale Bewusstsein hinbewegen muss, um ein göttliches Leben auf Erden zu ermöglichen.

## Die Bedeutung der Tat
Sri Aurobindo fordert in seinem Yoga ein Tätigsein für den Ishvara, den Herrn der Schöpfung, in der Welt. Ein völliger Rückzug aus dem Weltgeschehen wird von ihm nur als eine vorübergehende Möglichkeit eingeräumt. Seine Vorstellungen von Tätigsein ähneln jenen Krishnas in der Bhagavadgita. Die Tat soll erfolgen ohne Anhaften an den Erfolg und in vollkommener Gelassenheit. Dabei soll die Tat nicht als Befriedigung des Ichs erfolgen, sondern als Gabe für den Herrn der Welt dargebracht werden.
Um dieses Ziel erreichen zu können, müssen nach Aurobindo die Kräfte des Egos überwunden werden und der Wille des Menschen nach und nach mit dem Willen der göttlichen Shakti in Einklang kommen.
In einer letzten Stufe sollen die Handlungen des Sadhak ganz und gar den göttlichen Willen ausdrücken.